# Franz Petrak
Franz Petrak ( 1886 -1973) fue un micólogo y botánico austríaco.
Produjo más de 500 publicaciones, siendo muy productivo en el área de la Micología.
Pósthumamente, la riquísima Reliquiae Petrakianae es la continuación de los Archivos de Petrak: Mycotheca Generalis en línea

## Algunas publicaciones
- Sydow, H; F Petrak. 1922. Ein Beitrag zur Kenntnis der Pilzflora Nordamerikas, inbesondere der nordwestlichen Staaten. Ann. Mycologici 20 (3-4): 178-218
- Sydow, H; F Petrak. 1924. Zweiter Beitrag zur Kenntnis der Pilzflora Nordamerikas, insbesondere der nordwestlichen Staaten. Ann. Mycologici 22 (3-6): 387-409
- Sydow, H; F Petrak. 1928. Micromycetes philippinenses. Series prima. Ann. Mycologici 26: 414-446
- Sydow, H.; Petrak, F. (1929). Fungi Costaricenses a cl. Prof. Alberto M. Brenes collecti. Ann. Mycologici 27 (1-2): 1-86
- Sydow, H; F Petrak. 1931. Micromycetes Philippinenses. Series secunda. Ann. Mycologici 29 (3-4): 145-279
- Sydow, H; F Petrak. 1937. Fungi costaricenses a cl. Prof. Alberto M. Brenes collecti. Series secunda. Ann. Mycologici 35: 73-97
- Samuels, GJ; F Petrak. 1982. An Annotated Index to the Mycological Writings of Franz Petrak, vol. 1, A-B. Taxon 31: 4: 794-794

### Libros
- 1950. Index of fungi, 1936-1939;: List of now species and varieties of fungi; new combinations & new names published 1936-1939. Commonwealth Mycological Institute. 117 pp.
- 1965. Noncutting Shaping. Ed. Leipzig. 192 pp. ISBN 0-900654-39-2
- Samuels, GJ; F Petrak. 1985. An annotated index to the mycological writings of Franz Petrak volume 2, c. Folia Geobotanica 20: 4. 438 pp.
- La abreviatura «Petr.» se emplea para indicar a Franz Petrak como autoridad en la descripción y clasificación científica de los vegetales.[1]

Existen 286 registros IPNI de sus descubrimientos, identificaciones y nombramientos de nuevas especies, publicando habitualmente en : Addit. Fl. Agri Nyssani; Fl. Iranica [Rechinger]; Beih. Bot. Centralbl.; Bot. Tidsskr.; Anz. Osterr. Akad. Wiss. Mat.-Naturwiss.; Repert. Spec. Nov. Regni Veg.; Oesterr. Bot. Z.; Monit. Jard. Bot. Tiflis; Mitt. Thuring. Bot. Ges.; Biblioth. Bot.; Cirsioth. Univ. Fasc.; Allg. Bot. Z. Syst.